# Metcalfiella signoreti
Metcalfiella signoreti är en insektsart som beskrevs av Fowler. Metcalfiella signoreti ingår i släktet Metcalfiella och familjen hornstritar. Inga underarter finns listade i Catalogue of Life.